# Лумбаго
Лумбагото или болка в кръста е често срещан проблем на мускулите и костите на гърба. То засяга около 40% от хората в даден период от живота им. В зависимост от продължителността на болката, лумбагото може да се класифицира като остро (болка, продължаваща по-малко от 6 седмици), нехронично (6 до 12 седмици) или хронично (повече от 12 седмици). Състоянието може да бъде класифицирано и въз основа на подлежащата причина като механично, немеханично или рефлексивна болка.
При повечето пристъпи на лумбаго не се идентифицира и дори не се търси конкретна основна причина, защото се смята, че болката се дължи на механични проблеми като мускулно или ставно разтежение. Ако болката не отшуми с консервативно лечение или ако е придружена от обезпокоителни признаци като загуба на тегло, температура или значителни проблеми с усещанията или движенията, може да се наложат допълнителни изследвания за откриване на сериозен подлежащ проблем. В повечето случаи образно-диагностични методи, като например компютърна томография, не са толкова полезни и самите те крият рискове. Независимо от това използването на такива средства при болка в кръста е нараснало. Някои случаи на лумбаго са резултат от увредени междупрешленни дискове и затова е добре да се направи тест с вдигане на крак, за да се идентифицира причината. При пациентите с хронична болка, системата, обработваща болката може да не сработи добре и да причини голяма болка при леки усилия.
За лечение на остро нетипично лумбаго обикновено се прилагат консервативни средства като използване на обикновени обезболяващи и продължаване на нормалната дейност, доколкото болката позволява. Лекарствените средства се препоръчват за периода, докато действат, като най-предпочитаното лекарство е парацетамол (познат още като ацетаминофен). Симптомите на лумбаго обикновено отшумяват в рамките на няколко седмици от появата им, като 40 – 90% от хората се чувстват напълно добре след не повече от шест седмици.
За онези, при които няма подобрение от обичайното лечение, съществуват различни други възможности. Опиоидите могат да бъдат полезни, ако обикновените обезболяващи не са достатъчни, но като цяло те не се препоръчват, заради страничните им ефекти. Хирургическа интервенция може да бъде от полза при пациенти с хронична болка, свързана с дисковете и недееспособност. Тя би могла да бъде полезна и при хора със спинална стеноза. Няма ясни доказателства за ползата от нея при други случаи на неспецифична лумбална болка. Лумбагото често влияе на настроението, което може да бъде подобрено чрез психотерапияи/или антидепресанти. Освен това алтернативната медицина също предлага множество начини за терапия, включително техниката на Александър и билки, но няма достатъчни доказателства, за да бъдат препоръчвани безрезервно. Доказателствата за ползите от хиропрактиката и гръбначната манипулация също са нееднозначни.

## Признаци и симптоми
Лумбагото най-общо се получава след движения като вдигане на тежки предмети/товари, извиване или навеждане напред. Симптомите може да започнат да се проявяват малко след извършване на движенията или при събуждане на следващата сутрин. Описанието на симптомите може да варира от усещане за болка в определена точка до разсеяна болка. Може да се влошава или да не се влошава при определени движения като вдигане на крак или позиции като седене или стоене в изправено положение. Може да се появи болка, спускаща се надолу към краката (позната като ишиас). Първите прояви на остра болка в кръста обикновено са между 20- и 40-годишна възраст. Това често е първата причина човек в зряла възраст да се обърне към лекар. Повтарящи се епизоди могат да се появят при повече от половината от случаите, като последващите пристъпи обикновено са по-болезнени от първите.
Заедно с болката в кръста може да се появят и други проблеми. Хроничното лумбаго е свързано с проблеми със съня, включително много време необходимо за заспиване, неспокоен и по-кратък сън и чувство на недоспалост. Освен това болшинството от пациентите с хронично лумбаго показват симптоми на депресия или тревожност.

## Причини
Лумбагото не е специфично заболяване, а по-скоро оплакване, което може да бъде причинено от множество подлежащи проблеми с различна степен на сериозност.По-голямата част от болките в кръста нямат ясна причина, а се смята, че са резултат от незначителни мускулни или скелетни проблеми като навяхвания или разтежения. Затлъстяването, пушенето, увеличаването на телесното тегло по време на бременност, стресът, недоброто физическо състояние, неправилната стойка и неправилната поза при спане могат също да допринесат за болката. Пълният списък с възможни причини включва и много по-рядко срещани проблеми. Физическите причини може да включват остеоартрит, ревматоиден артрит, дегенерация на дисковете на гръбначния стълб или дискова херния, счупен гръбначен прешлен (например като резултат от остеопороза) или по-рядко инфекция или тумор на гръбначния стълб.
При жените острото лумбаго може да се дължи и на медицински проблеми, свързани с репродуктивна система, включително ендометриоза, кисти на яйчника, рак на яйчника или миоми на матката. Почти половината от бременните жени съобщават за болка в кръста или сакралната област по време на бременността, в резултат на промените в стойката и центъра на тежестта, водещи до разтежения на мускули и сухожилия.

## Патофизиология

### Структура на гърба
| The lumbar region in regards to the rest of the spine  |  | The nerve and bone components of the vertebrae                                          |
| The five lumbar vertebrae define the lower back region |  | The structures surrounding and supporting the vertebrae can be sources of low back pain |

Лумбалната област (или областта на кръста) се състои от пет гръбначни прешлена (L1-L5). Между тях са разположени фиброкартилагинозни дискове, които действат като възглавнички и не позволяват на гръбначните прешлени да се трият един в друг, като в същото време предпазват гръбначния мозък. До и от гръбначния мозък през специални отвори между гръбначните прешлени достигат нерви, осигуряващи чувствителността на кожата и командите към мускулите. Стабилността на гръбначния стълб се осигурява чрез сухожилията и мускулите на гърба и корема. Малки връзки, наречени фасетни стави ограничават и управляват движението на гръбнака.
Многоразделните мускули са разположени нагоре и надолу по протежението на задната част на гръбначния стълб и са важни за поддържането на гръбнака изправен и стабилен при множество движения като седене, ходене и вдигане на тежести. Проблеми с тези мускули често се срещат при пациентите с хронично лумбаго, защото болката кара човек да използва мускулите на гърба по неподходящ начин в опитите си избегне болката. Проблемът с многоразделните мускули продължава дори след като болката отшуми и вероятно е важна причина за повторното ѝ появяване. Като част от възстановителната програма се препоръчва да се обучат хората с хронично лумбаго как да използват тези мускули.
Междупрешленният диск има желатинообразна сърцевина, заобиколена от фиброзен пръстен.Когато е в нормално, ненаранено състояние, по-голямата част от диска не се обслужва нито от кръвоносната, нито от нервната система – кръв и нерви преминават само от външната страна на диска. Във вътрешността на диска се намират специални клетки, които могат да оцелеят без пряко кръвоснабдяване. С течение на времето дисковете губят своята еластичност и способност да поемат физически натоварвания. Тази намалена способност за поемане на натоварвания повишава напрежението върху останалите части на гръбначния стълб, като по този начин води до удебеляване на гръбначните сухожилия и до образуването на костни израстъци по гръбначните прешлени. Вследствие на това мястото, през което могат да минават гръбначният мозък и нервните коренчета се стеснява. Когато дискът дегенерира в резултат на нараняване или заболяване, структурата му се променя – във вътрешността му може да се образуват кръвоносни съдове и нерви и/или материал от дисковата херния да притиска директно нервните коренчета. Всяка от тези промени може да доведе до болка в гърба.

### Усещане на болка
Болката по принцип е неприятно усещане в отговор на събитие, което или уврежда или евентуално може да увреди телесни тъкани. Процесът на усещане на болка протича на четири основни етапа: проводимост, предаване, възприемане и модулация. Нервните клетки, които отчитат болката имат клетъчни тела, разположени в гръбначни коренни ганглии и влакна, които предават тези сигнали към гръбначния стълб.Процесът на усещане на болка започва когато отключващите болката събития стимулират окончанията на съответните рецептори на болката. Този тип клетки превръщат събитията в електрически сигнали чрез трансдукция. Няколко различни вида нервни влакна се осъществяват предаването на електрическия сигнал от проводящата клетка към гръбен израстък на гръбначния стълб, оттам до продълговатия мозък и след това от продълговатия мозък към различни части на мозъка като таламуса и лимбичната система. В мозъка сигналите за болка се обработват и им се придава смисъл в процеса на възприемането. Посредством модулация мозъкът може да модифицира изпращането на допълнителни нервни импулси чрез намаляване или увеличаване освобождаването на невротрансмитери.
Части от системата за усещане и обработване на болката може да не функционират добре и да създават усещане за болка, без да има външна причина, като сигнализират за прекалено силна болка от даден източник или за болка от неболезнено по принцип събитие. Освен това механизмите за модулиране на болката може също да не функционират добре. Тези феномени се свързват с хроничната болка.

## Диагностициране
Тъй като структурата на гърба е сложна и описанията на болката са субективни и се влияят от социални фактори, диагностицирането на лумбаго не е лесно. По-голямата част от случаите на лумбаго са причинени от мускулни и ставни проблеми и тази причина може да бъде отделена от неврологичните проблеми, гръбначните тумори, фрактурите на гръбначния стълб и инфекциите и др.

### Класификация
Съществуват множество начини за класифициране на лумбаго, като няма постигнато съгласие кой от методите е най-добър. Различават се три основни вида лумбаго, в зависимост от причината – механични (включително нетипични мускулно-скелетни разтежения, дискови хернии, притиснати нервни коренчета, дегенерация на дисковете или дегенеративна ставна болест (напр. фасетен синдром и сакроилеит) и счупен гръбначен прешлен), немеханични (тумори, възпалителни състояния като спондилоартрит и инфекции) и рефлексивна болка от вътрешни органи (възпаление на жлъчния мехур, камъни в бъбреците, възпаления на бъбреците, аортен аневризъм и други). Механичните или мускулно-скелетните проблеми са в основата на повечето случаи (около 90% или повече), а при повечето от тях (около 75%) няма идентифицирана конкретна причина, но се смята, че се дължат на мускулни разтежения или нараняване на сухожилията. Оплакванията от болка в кръста рядко са резултат от системни или психологически проблеми като фибромиалгия и соматоформни разстройства.
Лумбагото може да се класифицирана въз основа на признаци и симптоми. Дифузната болка, която не се променя в резултат на определени движения и е съсредоточена в долната част на гърба, без да се разпространява отвъд зоната на седалището, съгласно най-често използваната класификация се определя като нетипична. Болка, която се спуска надолу по крака към коляното, усеща се от едната страна (в случай на дискова херния) или от двете страни (при спиналната стеноза) и интензивността ѝ се променя в резултат на определени пози или движения, се нарича радикулярна, като на нея се дължат 7% от случаите. Болка, съпровождана от обезпокоителни признаци като травма, температура, история на рак или значителна мускулна слабост, може да е признак за по-сериозен подлежащ проблем и да бъде класифицирана като налагаща спешна или специализирана помощ.
Симптомите също могат да бъдат класифицирани в зависимост от продължителността като остри, нехронични (познати и като неостри) или хронични. Няма постигнато общо съгласие относно точната продължителност, необходима, за да се класифицират симптомите в някоя от тези категории, но като цяло болка, продължаваща по-малко от шест седмици, се определя като остра, болка, продължаваща шест до дванадесет седмици – като нехронична, а такава над дванадесет седмици – като хронична. Овладяването и прогнозата може да се променят в зависимост от продължителността на симптомите.

### Обезпокоителни признаци
| Обезпокоителен признак                                                  | Възможна причина           |
| ----------------------------------------------------------------------- | -------------------------- |
| История на рак                                                          | Рак                        |
| Необяснимо отслабване                                                   | Рак                        |
| Загуба на контрол върху пикочния мехур или червата                      | Синдром на конската опашка |
| Значителна двигателна слабост или сензорен дефицит                      | Синдром на конската опашка |
| Загуба на чувствителност в областта на седалището (седалищна анестезия) | Синдром на конската опашка |
| Значителни наранявания, свързани с възрастта                            | Фрактура                   |
| Хронична употреба на кортикостероиди                                    | Фрактура                   |
| Остра болка след лумбална операция през изминалата година               | Инфекция                   |
| Температура                                                             | Инфекция                   |
| Инфекция на пикочните пътища                                            | Инфекция                   |
| Имуносупресия                                                           | Инфекция                   |
| Интравенозна употреба на наркотици                                      | Инфекция                   |

Наличието на определени признаци, наричани обезпокоителни признаци, показва необходимостта от по-нататъшно изследване, за да се потърсят по-сериозни подлежащи проблеми, които може да налагат незабавно или специфично лечение. Наличието на обезпокоителен признак не означава, че има значителен проблем. Той е само насочващ и повечето хора с обезпокоителни признаци нямат никакви сериозни подлежащи проблеми. Ако няма обезпокоителни признаци, извършването на образно-диагностични или лабораторни изследвания през първите четири седмици след появяването на симптомите не е доказано ефективно.
Няма достатъчно доказателства за ползата от много от обезпокоителните признаци. Най-полезни за откриване на фрактура са по-напреднала възраст, употреба на кортикостероиди и значими травми, особено ако в резултат са останали белези по кожата. Най-добрият показател за наличие на рак е документирана история на рак.
Когато другите причини бъдат отхвърлени, пациентите с неспецифично лумбаго обикновено биват лекувани симптоматично, без точно определяне на причината. Усилията за откриване на факторите, които биха могли да усложнят диагнозата, като депресия, злоупотреба с психоактивни вещества или притеснения, свързани с плащането на осигурителните вноски, могат да се окажат полезни.

### Изследвания
| The straight leg raise test can detect pain originating from a herniated disc. When warranted, imaging such as MRI can provide clear detail about disc related causes of back pain (L4–L5 disc herniation shown) |
| The straight leg raise test can detect pain originating from a herniated disc. When warranted, imaging such as MRI can provide clear detail about disc related causes of back pain (L4–L5 disc herniation shown) |

Образна диагностика се налага при наличие на обезпокоителни признаци, съществуващи неврологични симптоми, които остават неразрешени или съществуваща или влошаваща се болка. По-конкретно ранното извършване на образно-диагностични изследвания (ЯМР или компютърна томография) се препоръчва при съмнения за рак, инфекция или синдром на конската опашка. ЯМР е малко по-добър метод от компютърната томография за установяване на дискова херния. Двете технологии са еднакво полезни за диагностициране на спинална стеноза. Необходими са само няколко физически диагностични изследвания. Тестът с вдигане на крак е положителен при пациентите с дискова херния. Лумбалната провокативна дискография може да бъде полезна за откриване на конкретен прешлен, причиняващ болка при пациентите с хронично високи нива на болка в кръста. Освен това за откриване на конкретен източник на болка може да се използвани терапевтични процедури като блокиране на нерви. Някои данни подкрепят използването на инжекции във фасетните връзки, трансформинални епидурални инжекции и сакроилиачни инжекции като диагностични изследвания. Ползата от повечето от останалите физически изследвания като това за сколиоза, мускулна слабост или износеност и отслабени рефлекси е малка.
Оплакването от болка в кръста е една от най-честите причини за посещение при лекаря. Болка, продължила само няколко седмици, вероятно ще отшуми от само себе си. Затова ако анамнезата на пациента и медицинският преглед не показват наличие на конкретно заболяване, което да я причинява, медицинските дружества съветват да не се прибягва до образна диагностика като рентген, компютърна томография и ЯМР. Пациентите може да желаят да им бъдат направени такива изследвания, но освен ако няма обезпокоителни признаци, провеждането на им би било свръхмярка. Рутинната образна диагностика увеличава разходите и е свързана с по-голям брой хирургически намеси без от тях да има конкретна полза, а използваната радиация може да бъде вредна за здравето на пациента. По-малко от 1% от образните изследвания откриват причината за проблема. Освен това образната диагностика може да открие безобидни аномалии, което да накара хората да поискат допълнителни ненужни изследвания или да се притесняват. Въпреки това от 1994 до 2006 г. изследванията на лумбалната област с ЯМР са се увеличили с повече от 300% сред потребителите на здравни услуги в САЩ.

## Превенция
Все още не са добре разработени ефикасни методи за избягване на болка в кръста. Упражненията вероятно са полезни за избягване на повторна поява при пациентите, чиято болка е продължила повече от шест седмици. Средно твърдите матраци са по-полезни от твърдите при хронична болка. Няма достатъчно доказателства, че коланите за гръб са по-полезни за предотвратяване на лумбаго, отколкото обучаване в подходящите техники за вдигане на тежки неща. Стелките за обувки не помагат за предотвратяване на болка в кръста.

## Овладяване
Овладяването на лумбагото зависи от това към коя от трите най-общи категории спада причината за болката – механични проблеми, немеханични проблеми или рефлексивна болка. При остра болка, която предизвиква само леки до умерени проблеми, целта е да се възстанови нормалната функция, пациентът да се върне на работа и болката да отшуми. Това състояние по принцип не е сериозно и се овладява без да се полагат големи усилия, а възстановяването се подпомага чрез опити за връщане към нормалните дейности, колкото е възможно по-скоро, доколкото болката го позволява. Обучаването на пациентите в умения за справяне с проблема и затвърждаването им е полезно за ускоряване на възстановителния процес. При пациентите с нехронична и хронична болка в кръста може да са от полза мултидисциплинарните програми за лечение.

### Физическо овладяване на болката

#### При остра болка
Препоръчва се повишаване на физическата активност, въпреки че не е открита ясна връзка между болката и физическата недееспособност и повишената физическа активност, когато става въпрос за лечение на остра болка. Съществуват определени доказателства за подобряване на остра болка чрез ходене.  Лечението по метода на Макензи е ефикасно за третирането на повтарящо се лумбаго, но не се наблюдават значителни подобрения при лечението на болка в краткосрочен план. Съществуват колебливи доказателства, които поддържат лечение чрез нагревки при остра и субхронична болка в кръста,  но съществуват много малко доказателства за ползата от прилагане на лечение с топли или студени компреси при хронична болка.  Коланите за кръст може да помогнат се да намали броя на пропуснатите работни дни, но няма доказателства, че помагат за подобряване на болката.  Ултразвуковата и шоковата терапия не са ефикасни и по тази причина не се препоръчват. 

#### При хронични болки
Терапията чрез упражнения е ефикасна за намаляване на болката и подобряване на състоянието при хора, които страдат от хронична болка.  Освен това помага да се намали повтарянето на епизодите на болка до шест месеца след завършване на програмата на терапия,  като подобрява състоянието в дългосрочен план. Няма доказателства за това дали един вид терапия чрез упражнения е по-ефикасен от друг. 
Метода на Александър помага при хронична болка. Доказателствата за ползата на йога са колебливи. Транскутанното електрическо стимулиране на нерви не е ефикасно при хронична болка в кръста. Съществуват неубедителни доказателства за ефикасността на специалните стелки за обувки.  Стимулацията на периферната нервна система представлява минимално инвазивна процедура, която може да се окаже ефикасна в случаите на хронична болка в кръста, при пациенти, които не получават подобрение от други методи за лечение, въпреки че доказателствата за това не са убедителни и този метод не е ефикасен при болка, която се разпростира в крака. 

### Лекарства
Овладяването на болката в кръста често включва използване на лекарства за периода, докато действат. Когато болката кръста се появи за първи път, целта е да се излекува напълно. Ако обаче болката се превърне в хронична, тази цел може да се измени към овладяване на болката и максимално възстановяване на нормалното функциониране. Тъй като медикаментите за обезболяване са ефикасни само донякъде, очакванията от тяхната полза може да се разминават с реалността, което от своя страна може да доведе до чувство на неудовлетворение.
Лекарствата, които обикновено се препоръчват за първа употреба са ацетаминофени или Нестероидни противовъзпалителни средства (НСПВС)(без аспирин), като те са достатъчни при повечето пациенти. Ацетаминофените са безопасни в стандартна доза, но много високите дози може да предизвикат чернодробни проблеми. НСПВС са по-ефикасни от ацетаминофените при епизоди на остра болка, но те от своя страна носят по-голям риск от странични ефекти, включително бъбречна недостатъчност, стомашни язви и вероятност от проблеми със сърцето. По тази причина НСПВС се препоръчват като втори вариант след ацетаминофена и само когато ацетаминофенът не може да се справи с болката. Съществуват няколко класа НСПВС, но няма доказателства, подкрепящи използването на COX-2 инхибитори с предимство пред която и да е друга категория НСПВС, защото от тях не се наблюдава по-голямо подобрение. Що се отнася до безопасността, напроксен е най-добър. Мускулните релаксантисъщо могат да бъдат от полза.
Ако болката все още не може да бъде овладяна в достатъчна степен, може да се използват опиоиди като например морфин. Тези лекарства носят голям риск от пристрастяване, може да имат негативно взаимодействие с други лекарства и носят по-голям риск от странични ефекти, включително световъртеж, гадене и запек. Опиоидите може да са подходящи за краткосрочно овладяване на тежка остра болка, която причинява значителни проблеми. Специализираните групи препоръчват да не се употребяват опиоиди за облекчение на хронична болка. При по-възрастните хора с хронична болка опиоиди може да се използват в случаите, в случаите, в които има висок риск при употреба на НСПВС, като при хора с диабет, стомашни или сърдечни проблеми. Опиоидите също може да са от полза при хора с невропатична болка.
Антидепресантите може да помогнат за лечението на хронична болка със симптоми на депресия, но носят риск от странични ефекти. Въпреки че лекарствата против припадъци габапентин и карбамазепин понякога може да се използват за хронична болка в кръста и може да облекчат болка, свързана със седалищния нерв, няма достатъчно доказателства, подкрепящи напълно тяхната употреба.Няма доказателства за ползата от системно приемане на перорални стероиди. Фасетните инжекции в ставите и стероидните инжекции в гръбначен диск не са ефикасни при пациентите с постоянна болка, която не се разпростира в крака, но могат да се използват при хората с постоянна болка в областта на седалищния нерв. Епидуралните кортикостероидни инжекции осигуряват леко подобрение при пациентите с болка в областта на седалищния нерв, но нямат дълготраен ефект. 

### Хирургично лечение
Хирургична намеса може да бъде от полза при пациентите с дискова херния, която причинява значителна болка, разпространяваща се в краката, слабост в краката, проблеми с пикочния мехур или загуба на контрол върху червата.  Също може да бъде от полза при пациенти със спинална стеноза. Ако изброените проблеми не съществуват, тогава няма достатъчно доказателства за необходимостта от хирургична намеса. 
Дисектомията (частично премахване на част от диска, който причинява болката в крака)) може да осигури по-бързо облекчение от болката.  Дисектомията дава по-добри резултати към първата година, но не и към четвъртата до десетата година. По-малко инвазивната микродисектомия не е показала по-добри резултати от стандартната дисектомия. Не съществуват достатъчно доказателства, за да се препоръча хирургична намеса при повечето от другите проблеми.  Не е доказан дълготраен ефект от хирургична намеса при проблеми, свързани с дегенерация на диск. Периодът на възстановяване при по-малко инвазивните хирургични намеси е по-кратък, но няма достатъчно доказателства за ефикасността им. 
При пациентите с болка в кръста, причинена от дегенерирал диск, съществуват ясни доказателства за това, че спиналната фузия е точно толкова добър метод, колкото и интензивната физическа терапия и е по-добър метод от нискоинтензивната нехирургична намеса. Фузията се препоръчва при пациенти с болка в кръста, причинена от изместен прешлен, която не получава подобрение от консервативно лечение,  въпреки че са малко тези, които получават добър резултат от спиналната фузия.  Има няколко различни хирургични процедури, с които се прави фузия, но не съществуват доказателства някоя от тези процедури да е по-добра от останалите.  Поставянето на гръбначен имплант по време на фузия носи по-висок риск и не осигурява облекчаване на болката или подобряване на общото състояние. 

### Алтернативна медицина
Няма доказателства за това, че хиропрактиката или терапията чрез спинални манипулации подобрява резултатите повече или по-малко от другите видове лечение.  Има отзиви за това, че при спиналните манипулации се наблюдават еднакви или по-добри резултати при овладяване на болката и подобряване на общото състояние в сравнение с други често използвани методи и интервенции при кратки, средносрочни и дългосрочни лечения. Други отзиви го намират за не по-ефикасен за намаляване на болката от която и да е друга инертна интервенция, симулативна манипулация или други лечения, като заключават, че прибавянето на спинални манипулации към друго лечение подобряват резултата. Националните препоръки достигат до различни заключения, някои не препоръчват спинални манипулации, други описват манипулациите като незадължителен, изборен метод, а други препоръчват кратък курс лечение за пациенти, при които не се наблюдава подобрение от други лечения.  Манипулациите под упойка не показват достатъчно доказателства, за да бъдат препоръчвани безрезервно. 
Акупунктурата не е по-добра от плацебо, стандартното лечение или шам акупунктура за неопределена остра болка или субхронична болка. За хората с хронична болка тя облекчава малко повече от липсата на лечение и е почти равносилна на лекарства, но не помага при увреждания. Това облекчаване на болката е налице само непосредствено след процедурата, а не на следващ етап. Акупунктурата може да бъде разумен метод, който да се изпробва при хора с хронична болка, която не се повлиява от други процедури, като консервативни грижи и лекарства. Въпреки че терапията с масажи изглежда не допринася много при остра болка в кръста, тя може да помогне на хора със субхронична и хронична болка, особено когато се комбинира с физически упражнения и обучение. Ориентировъчни данни показват, че акупунктура и масаж прилагани заедно могат да повлияят по-добре, отколкото само масаж.
Пролотерапията, практиката за инжектиране на разтвори в ставите на гърба, което да причини възпаление и по този начин да стимулира лечебен отговор на организма, не е установено ефективна сама по себе си, въпреки че може да е полезна, ако се добави към друга терапия. Неврорефлексотерапията, при която малки късчета метал са поставят точно под кожата на ухото и гърба, изглежда е ефикасна за намаляване на болката в кръста и подобряване на функционалността, въпреки че количеството на доказателствата в подкрепа на това е ограничено. Билковите лечения с дяволски нокът и бяла върба могат да намалят броя случаите на съобщавани високи нива на болка. Въпреки това при хората, които приемат болкоуспокояващи, тази разлика не е значителна. Установено е, че прилагането на люти чушлета под формата на гел или лейкопласт намалява болката и увеличава функционалността.
Поведенческата терапия може да бъде полезна за хронична болка. Има няколко вида, сред които са оперантно кондициониране, което използва подсилване, за да се намали нежелано поведение и да се увеличи желаното поведение, когнитивно-поведенческа терапия, която помага на хората да идентифицират и коригират негативното мислене и поведение и класическото кондициониране, което може да промени физиологичната реакция на даден индивид към болка. Лекарите могат да разработят интегрирана програма за поведенчески терапии. Не са убедителни доказателствата дали понижаването на стреса чрез себеосъзнаване намалява интензитета на хроничната болка в гърба или свързаните неразположения, въпреки че това предполага, че може да бъде полезно за подобряване на приемането на съществуваща болка.

## Прогноза
Като цяло резултатът за остра болка в кръста е положителен. Болката и уврежданията обикновено се подобряват много през първите шест седмици, като пълно възстановяване се съобщава при 40 до 90%. При тези, които след шест седмици все още имат симптоми, подобряването като цяло е по-бавно само с малък прогрес до една година. След една година болката и нивата на неразположение при повечето хора се снижават до минимум. Изтощение, предишни болки в кръста и удовлетворение от работата са предвестници на дългосрочни резултати след даден епизод на остра болка. Определени психологически проблеми, като депресия или страдание поради загуба на работа, могат да удължат епизода на болка в кръста. При повече от половината от хората възникват рецидиви след първия епизод на болка в гърба.
При постоянна болка в кръста краткосрочният резултат също е положителен, с подобрение през първите шест седмици, но много малко подобрение след това. След една година тези с хронична болка в кръста обикновено продължават да изпитват умерена болка и неразположение. Сред хората с по-висок риск от дългосрочна нетрудоспособност са тези с лоши умения за справяне или със страх от активност (2,5 пъти по-вероятно да имат лоши резултати за една година), тези с по-слаба способност да се справят с болка, функционални увреждания, лошо общо здравословно състояние или значителна психиатричен или психологически компонент към болката (признаци на Уадел).

## Епидемиология
Болка в кръста, която продължава поне един ден и затихва е често срещано оплакване. В световен мащаб около 40% от хората имат болки в кръста в някакъв момент от живота си, по приблизителни оценки по-високи от 80% от хората в развития свят. Приблизително 9 – 12% от хората (632 million) имат болки в кръста в някакъв момент, а почти една четвърт (23,2%) съобщават, че имат такива почти всеки месец.Най-често усложнението започва на възраст между 20 и 40 години. Болката в кръста се среща по-често сред хората на възраст 40 – 80 години, като се очаква общият брой на засегнатите лица да се увеличи със застаряването на населението.
Не е ясно дали мъжете или жените изпитват по-висока степен на болка в кръста. Проучване от 2012 година дава сведения за стойности от 9,6% сред мъжете и 8,7% сред жените. Друго изследване през 2012 година установява по-висок процент при жените, отколкото при мъжете, за което проверяващите считат, че вероятно се дължи на по-високи нива на болки, дължащи се на остеопороза, менструация и бременност сред жените, или може би защото жените са по-склонни да се оплакват от болка, отколкото мъжете. Около 70% от жените изпитват болки в гърба по време на бременност, като стойностите нарастват с напредването на бременността. Настоящи пушачи (особено юношите) са по-предразположени към болки в кръста от бивши пушачи, а вероятността бивши пушачи да изпитват болки в кръста е по-голяма, отколкото тези, които никога не са пушили.

## История
Хората са изпитвали болки в кръста поне от бронзовата епоха. Най-старият известен хирургически трактат, папирусът на Едуин Смит, датиращ приблизително от 1500 г. пр.н.е., описва диагностичен тест и лечение на навяхване на прешлените. Хипократ (около 460 г. пр.н.е. – около 370 г. пр.н.е.) е първият, който използва термин за седалищна болка и болка в кръста. Гален (живял от средата до края на втори век) описва понятието с известни подробности. Лекарите до края на първото хилядолетие не опитват операция на гърба и препоръчват бдително изчакване. През Средновековието практикуващите народна медицина предлагат лечение на болка в гърба, основано на убеждението, че то е причинено от духове.
В началото на ХХ век лекарите смятат, че болката в кръста е причинена от възпаление или увреждане на нервите, като невралгия и неврит са често споменавани в медицинската литература от това време. Популярността на така изложените причини намалява през ХХ век. В началото на ХХ век американският неврохирург Харви Уилямс Кушинг увеличава признаването на хирургичното лечение на болката в кръста. През 20-те и 30-те години възникват нови теории за причината, като лекарите предлагат комбинация от нервна система и психични нарушения, като например нервна слабост (неврастения) и женска истерия. Мускулният ревматизъм (известен в наше време като фибромиалгия) също се цитира с нарастваща честота.
Развиващите се технологии, като например рентген, предоставят на лекарите нови инструменти за диагностициране, разкриващи междупрешленния диск като източник за болка в гърба в някои случаи. През 1938 г. хирургът-ортопед Джоузеф С. Бар съобщава за случаи на свързан с дисковете ишиас, подобрен или излекуван с операция на гърба. Като резултат от тази работа през 40-те години моделът на гръбначния диск за болки в кръста взема връх, доминирайки в литературата през 80-те години, допълнително подпомогнат от възхода на новите технологии за образна диагностика, като компютърна томография и ядрено-магнитен резонанс. Дискусията затихва, когато изследванията показват, че дисковите проблеми сравнително рядко могат да бъдат причина за болката. Оттогава лекарите осъзнават, че в много от случаите е малко вероятно да бъде установена конкретна причина за болката в кръста и поставят под въпрос необходимостта да се търси такава, тъй като най-често симптомите изчезват за по-малко от 6 до 12 седмици, независимо от лечението.

## Общество и култура
Болката в кръста води до големи икономически разходи. В Съединените щати това е най-често срещаният вид болка при възрастните, която е причина за голям брой пропуснати работни дни и е най-обичайното опорно-двигателно оплакване, което се наблюдава в спешните кабинети. През 1998 г. е изчислено, че оплакването съставлява до 90 милиарда щатски долара от годишните разходи за здравеопазване, като 5% от хората поемат повечето (75%) от разходите. Между 1990 г. и 2001 г. гръбначните операции с термоядрен синтез в САЩ нарастват повече от два пъти, независимо от факта, че няма промени в индикациите за операциите или нови доказателства за по-голяма полезност. Допълнителните разходи възникват под формата на пропуснати доходи и продуктивност, като болките в кръста причиняват до 40% от всички пропуснати работа дни в Съединените щати. Болките в кръста причиняват нетрудоспособност при по-голям процент от работната сила в Канада, Великобритания, Холандия и Швеция, отколкото в САЩ или Германия.

## Научни изследвания
Дисковата артропластика е експериментален вариант, но няма значителни доказателства в подкрепа на употребата ѝ при лумбална фузия. Изследователите проучват възможността за отглеждане на нови междупрешленни структури чрез използването на инжектирани човешки растежни фактори, имплантирани вещества, клетъчна терапия и тъканно инженерство.